# Rosca Edison

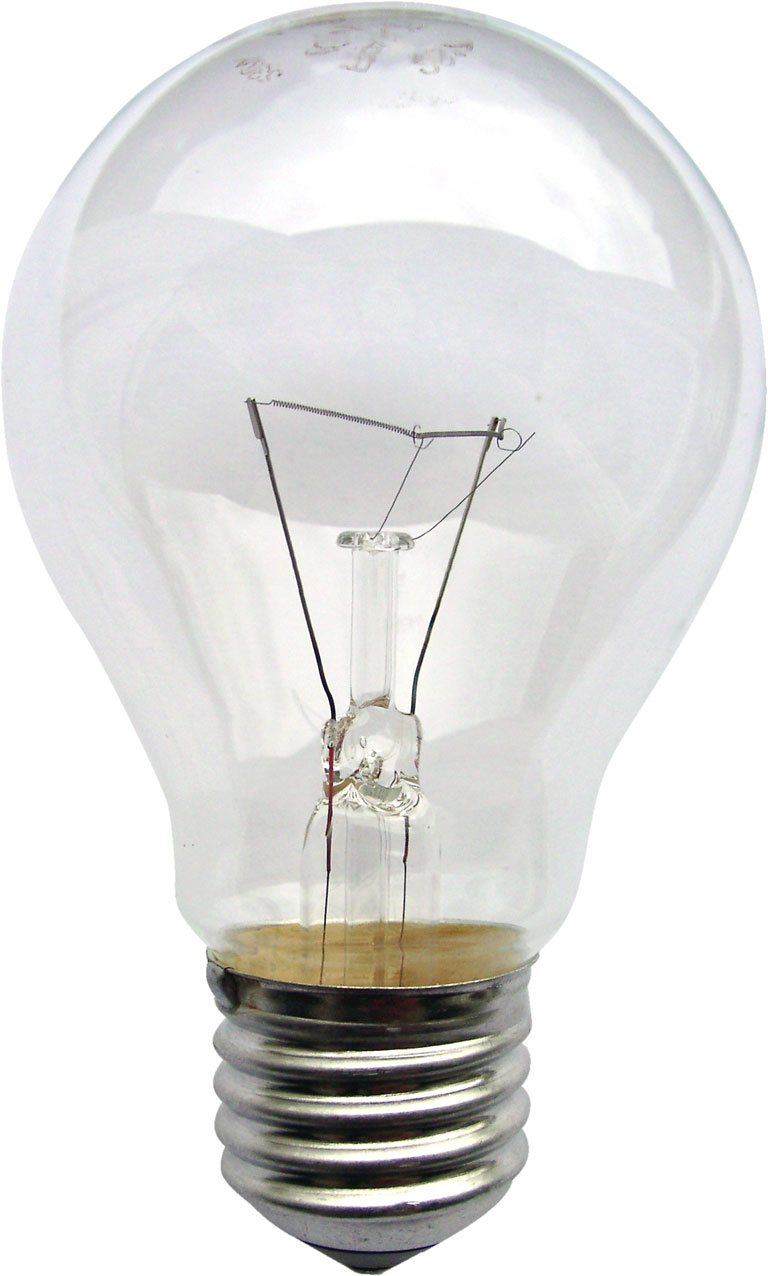
Una lámpara de 230 V CA con base de tornillo Edison E27 (27 mm).

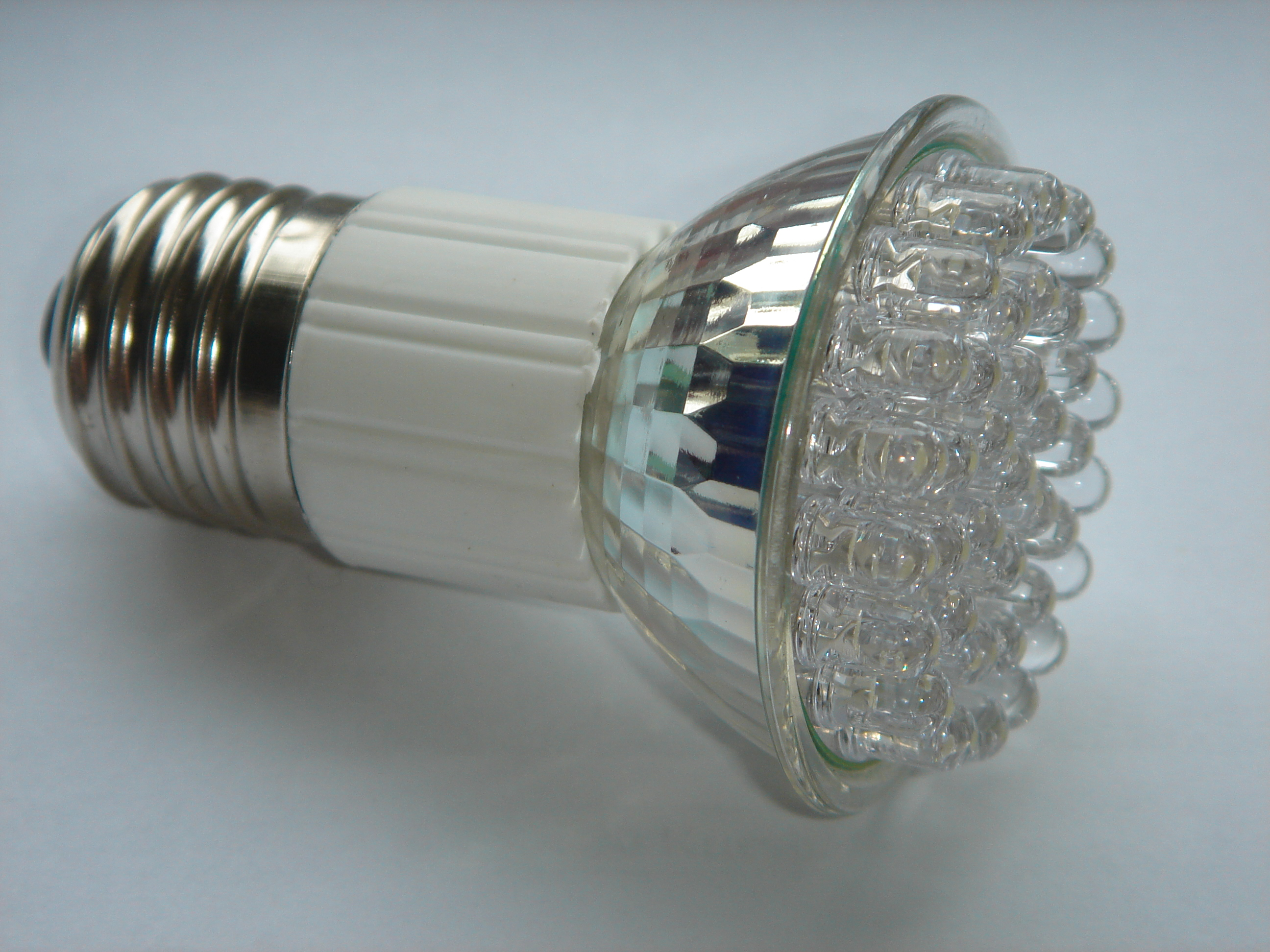
Una lámpara de Led con base de tornillo Edison E27 (27 mm).

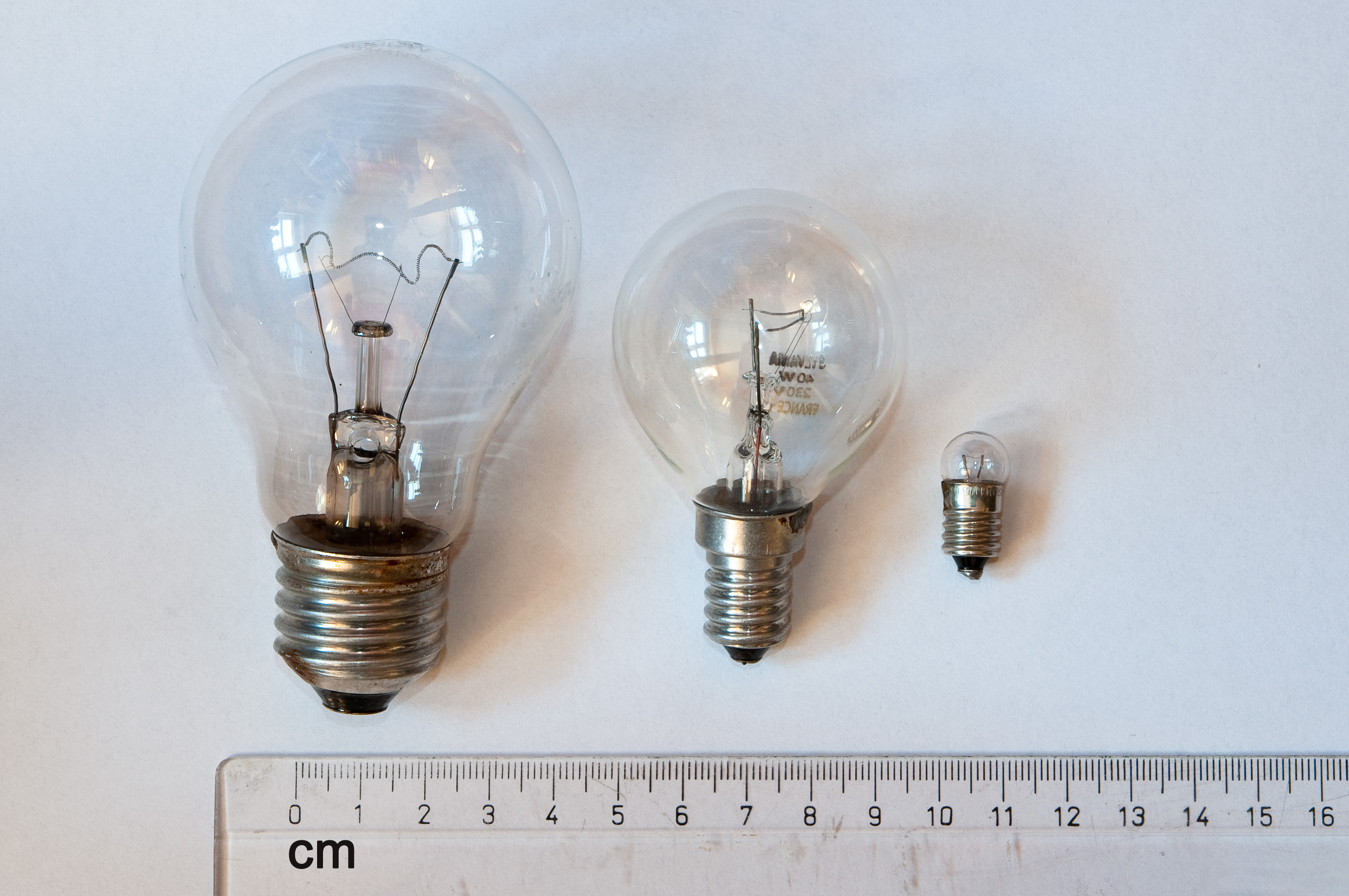
De izquierda a derecha, bombillas con casquillos E24, E14 y E10.

La rosca Edison o tornillo de Edison es el nombre que recibe el mecanismo de ajuste o de fijación de una bombilla o lámpara incandescente, desarrollado por Thomas Edison en 1909 bajo la marca General Electric. Este tipo de conexión se identifica por la designación Exx donde xx se refiere al diámetro del conector en milímetros. Así, por ejemplo, el código E27 indica un conector de tipo rosca Edison que tiene un diámetro de 27 mm.
En la mayoría de los países que usan 220-240 voltios CA como corriente doméstica las medidas comunes son la E27 y la E14 mientras que en Norteamérica las medidas estándar son la E26, la E12, que es usada para accesorios de tipo candelabro y la E10, utilizada por ejemplo para bombillas de adorno como las luces navideñas. La medida E17 es también común, especialmente en algunas lámparas de mesa. Para aplicaciones de mayor potencia, como alumbrado público y otras, se utiliza la rosca E-40 o Goliat.
Un sistema alternativo a la rosca Edison es el sistema de cierre de bayoneta, muy usado para las lámparas de los automóviles.

## Medidas del casquillo con rosca Edison
| Tipo | Medida Ø | Nombre                             | IEC                      |
| ---- | -------- | ---------------------------------- | ------------------------ |
| E5   | 5 mm     | Rosca Edison Lilliput (LES)        | IEC 60061-1 (7004-25)    |
| E10  | 10 mm    | Rosca Edison Miniatura (MES)       | IEC 60061-1 (7004-22)    |
| E12  | 12 mm    | Rosca Edison para Candelabro (CES) | IEC 60061-1 (7004-28)    |
| E14  | 14 mm    | Rosca Edison pequeña (SES)         | IEC 60061-1 (7004-23)    |
| E17  | 17 mm    | Rosca Edison pequeña (SES)         | IEC 60061-1 (7004-26)    |
| E26  | 26 mm    | Rosca Edison (Mediana) (ES)        | IEC 60061-1 (7004-21A-2) |
| E27  | 27 mm    | Rosca Edison (Mediana) (ES)        | IEC 60061-1 (7004-21)    |
| E40  | 40 mm    | Rosca Edison Gigante (GES)         | IEC 60061-1 (7004-24)    |